# 크라플라산
크라플라산(Krafla)은 아이슬란드의 북쪽에 있는 화산으로, 활화산이다. 1700년부터 1980년대까지 약 300년간 벌어진 화산 활동으로 인해 지금의 모습이 되었다. 이곳은 용암이 대량으로 분출되어 형성된 용암 대지도 있지만, 원래는 칼데라이다. 칼데라는 1729년의 대분화로 형성되었으며, 그 이후로도 계속 용암 분출이 있었다. 마지막 분화는 1984년에 있었으며, 지금도 나마프얄 화산, 크라플라 중앙화산 등에서 화산 활동을 볼 수 있다.

## 사진

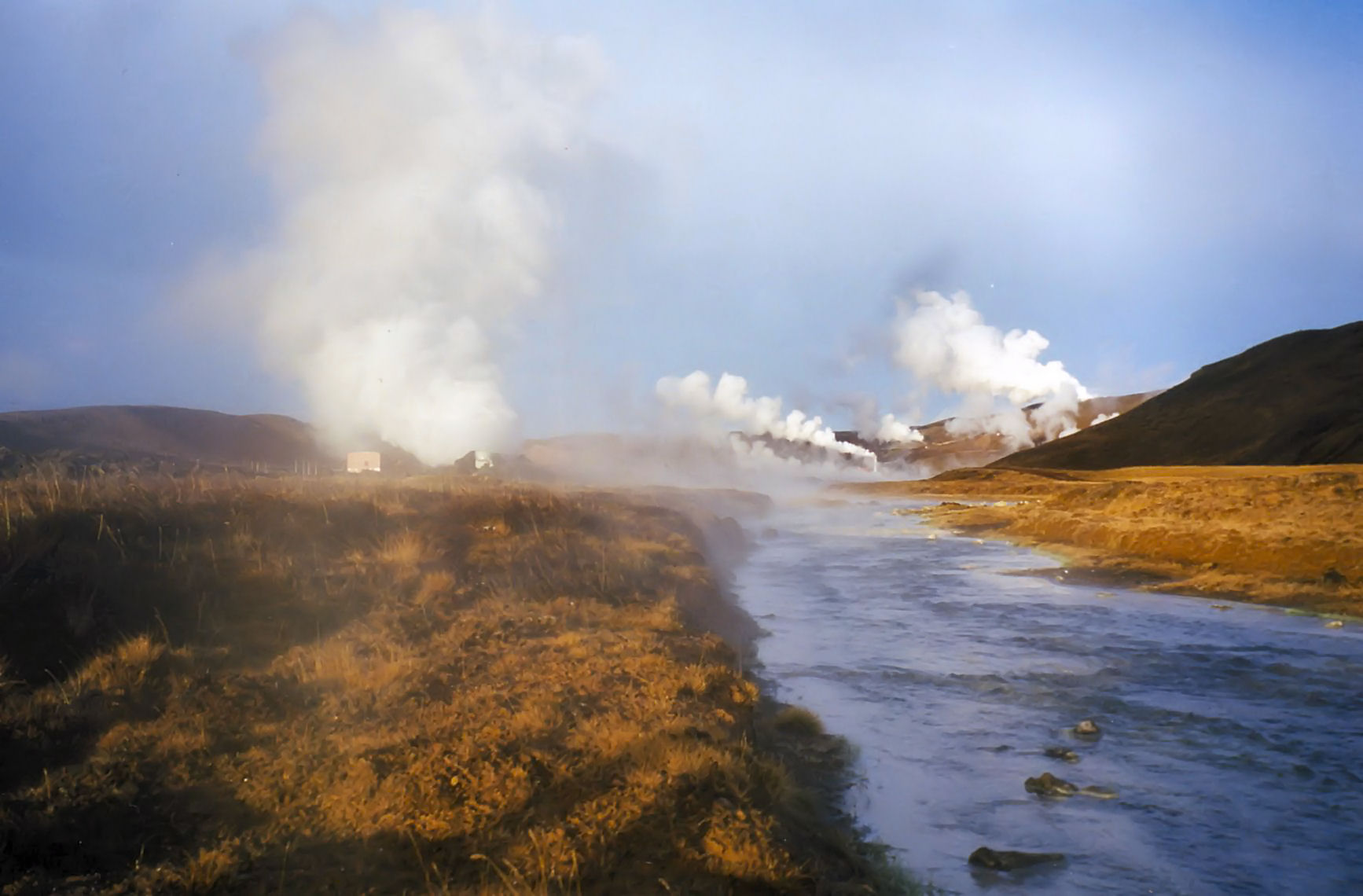
크라플라 화산지대
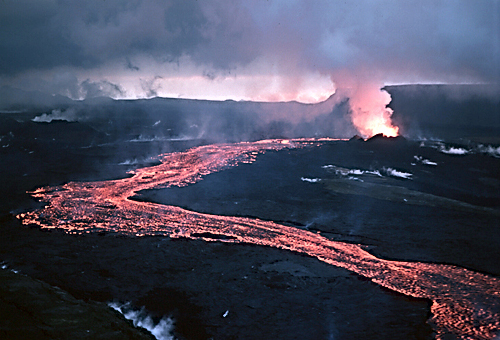
1984년 크라플라 산에서 일어난 균열분출로 흐르고 있는 용암
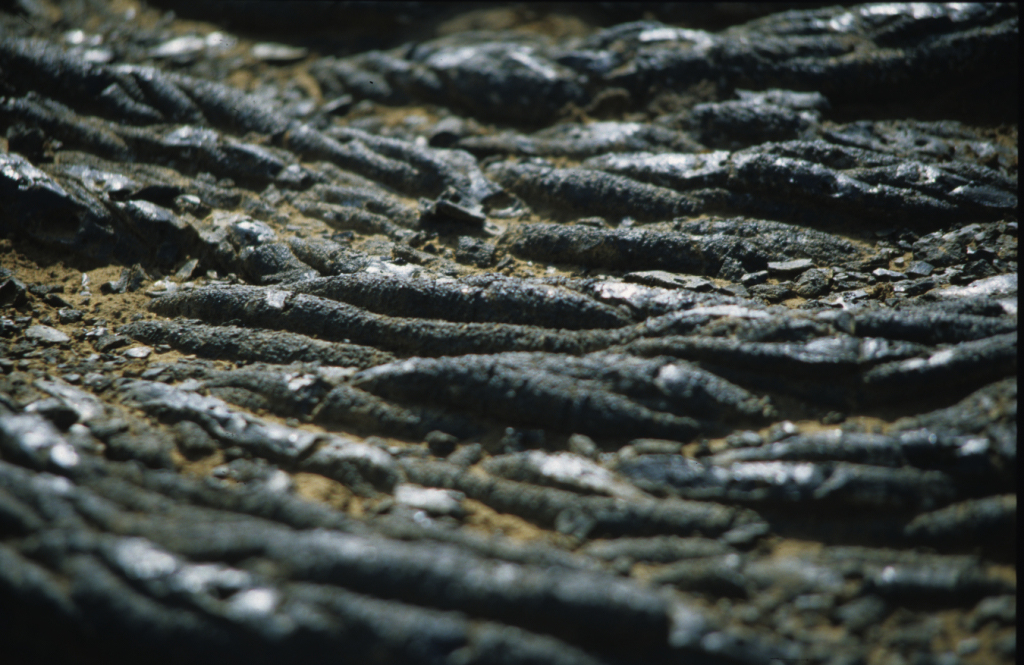
밧줄처럼 변한 크라플라 산의 용암 (2007년 6월)
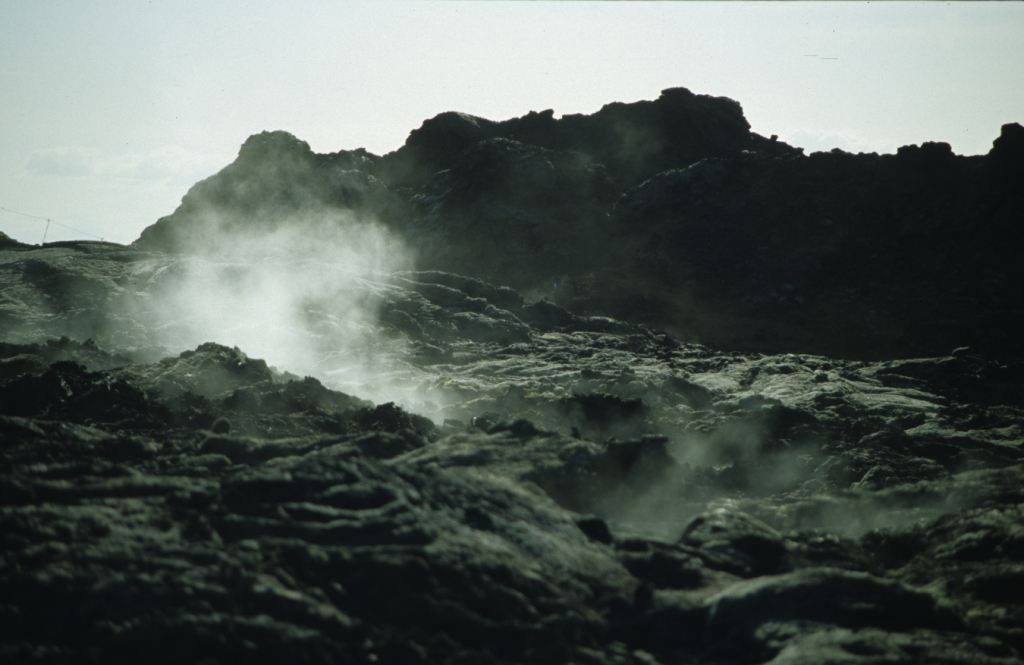
크라플라 산의 연기 (2007년 6월)
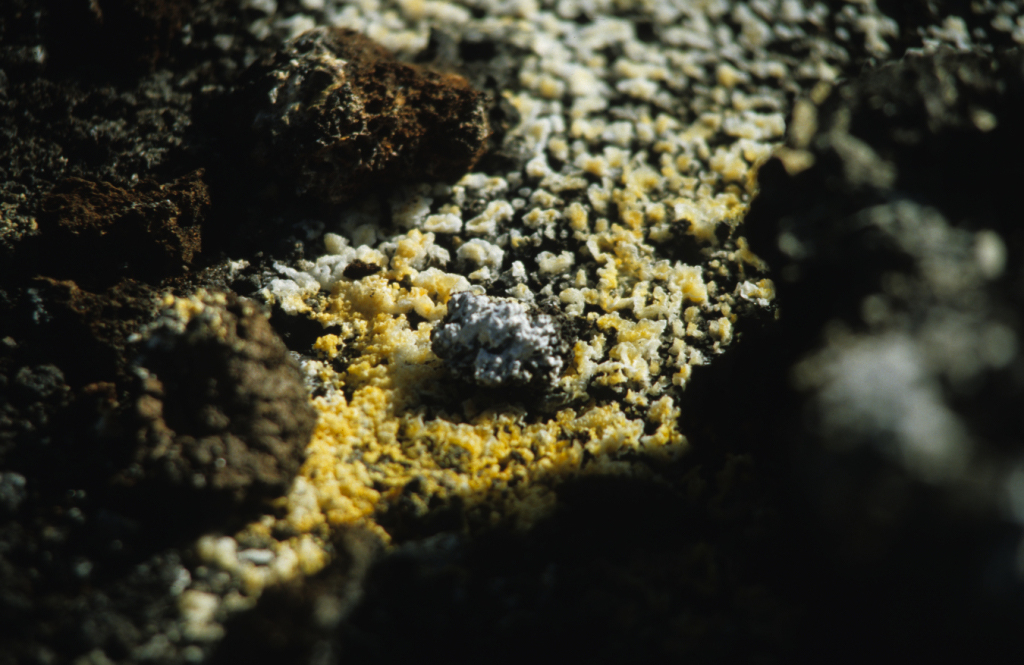
크라플라 산에 침전된 유황 (2007년 6월)
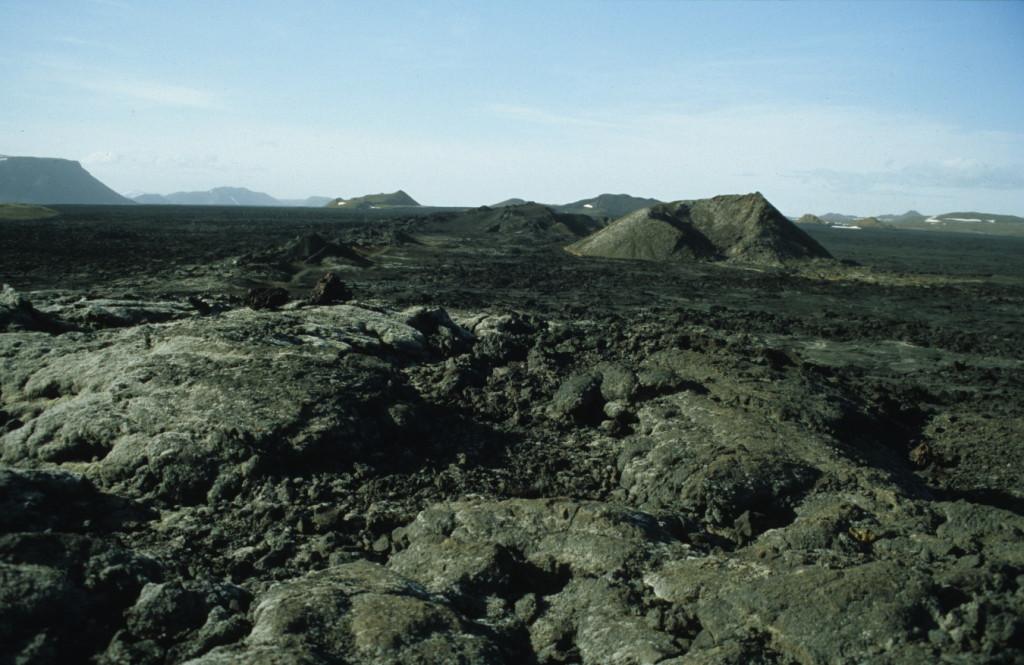
크라플라 산의 모습 (2007년 6월)
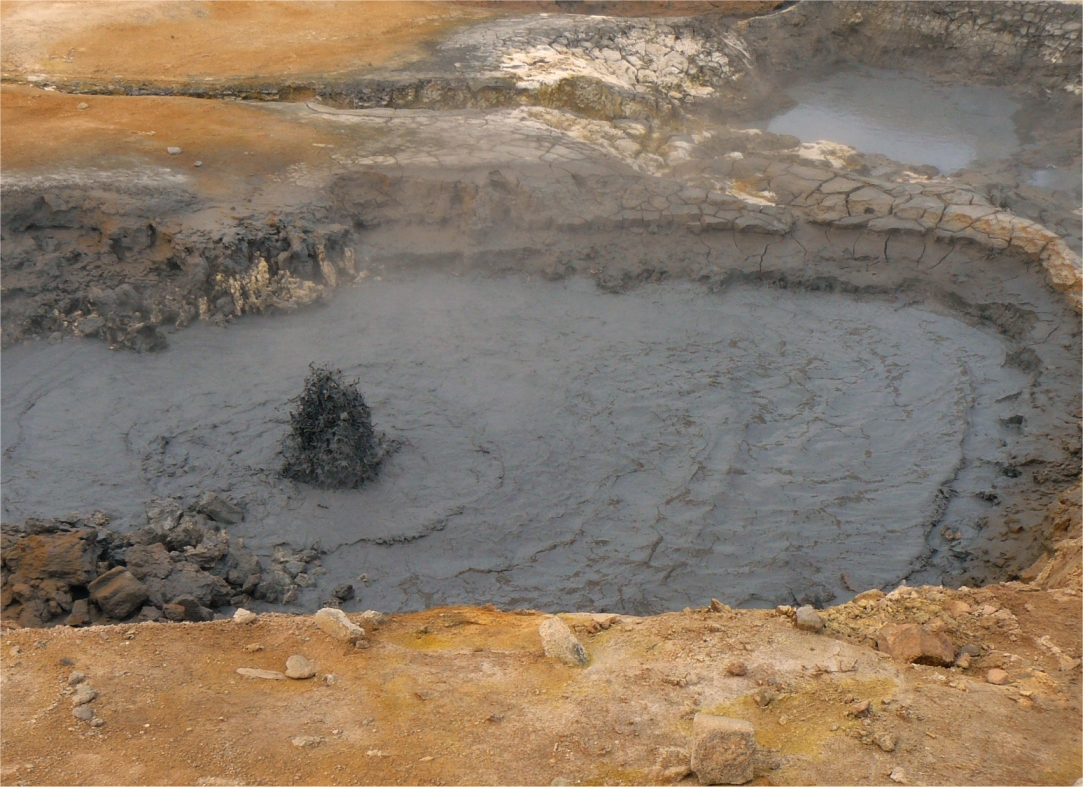
나마퍌 (Námafjall) 흐베리르의 머드포트 (2008년 8월)
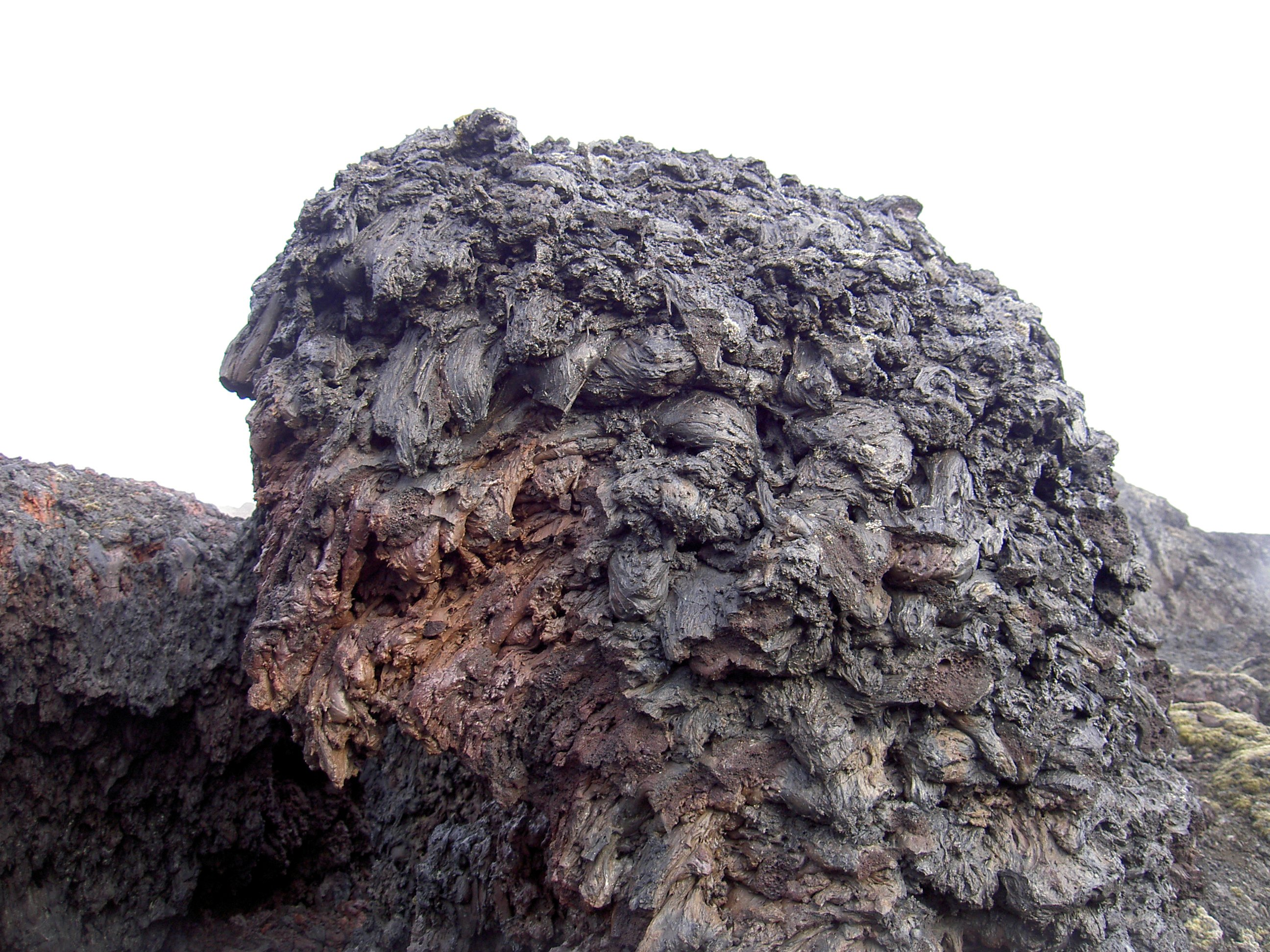
크라플라 산의 용암
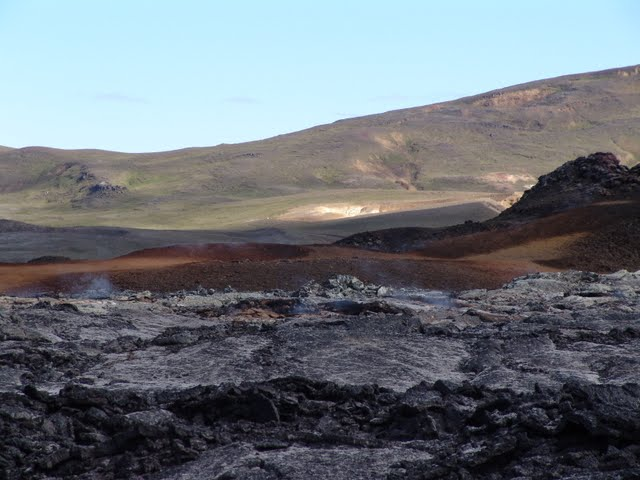
크라플라 산지대
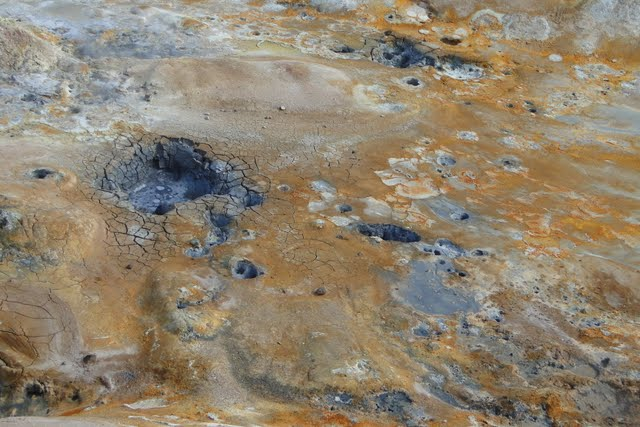
끓고 있는 진흙웅덩이들

## 같이 보기
- 아이슬란드의 지리
- 아이슬란드의 호수 목록
- 아이슬란드의 화산 목록
- 아이슬란드의 화산
- 아이슬란드의 지열 발전